# Дарга, Мухибе
Мухибе Дарга (13 июня 1921, Стамбул — 6 марта 2018, там же) — одна из первых женщин-археологов Турции, филолог, хеттолог.

## Биография
Родилась Мухибе Дарга 13 июня 1921 года в Стамбуле.

### Семья
Отец был врачом. Она была внучкой Даргузади Мехмета Эмина Бея, первого камергера султана Абдулхамида, поэта и переводчика романов Жюля Верна с французского на турецкий. Воспитанием Дарги занимались французские гувернантки.
Семья постоянно праздновала все городские религиозные праздники, часто организовывали торжественные вечера. Её окружали разговоры про искусство и литературу, римскую и греческую историю.

### Обучение
Училась в Париже и Стамбуле. В 1940 году окончила Стамбульский университет, кафедра археологии, филологический факультет. Именно на этой кафедре познакомилась со многими известными лицами в области археологии. Принимала участие в раскопках Каратепе, проводившихся под руководством профессора Теодора Босерта. Стала доцентом в 1965 г., а в 1973 г. получила звание доктора наук.

### Деятельность
Преподавала в различных вузах Элязыга и Муше в Анатолии. В 1945 году стала ассистентом на кафедре в Стамбульском университета языков и культуры Малой Азии.
В 1978—1990 гг. руководила спасательными раскопками кургана Şemsiyetepe Höyüğü у плотины Каракая.
В 1990—2004 гг. возглавляла раскопки в Эскишехире.
Принимала участие во многих археологических и филологических конгрессах в Европе.
Умерла Мухибе Дарга 6 марта 2018 года в Стамбуле.